# Pieve di Santa Maria Assunta (Bibbiena)
La pieve di Santa Maria Assunta è una chiesa che si trova in località Partina a Bibbiena.
L'antica pieve è attestata dal 1005 nel Regesto di Camaldoli ed era considerata fin dall'alto Medioevo una delle pievi più importanti del Casentino. Già in rovina nel Quattrocento, fu annessa nel 1784 alla pieve di San Biagio del borgo di Partina. Oggi, i resti dell'antica pieve sono incorporati in un fabbricato rurale. Lungo il fianco del casolare sono visibili quattro archi di una navata, impostati su colonne monolitiche a sezione circolare o poligonale; i capitelli sormontati da un alto dado sono scantonati, con la faccia triangolare suddivisa da una listatura a T. Il tardo portale che si apre sul prospetto orientale non sembra coevo alla struttura originaria, ma piuttosto un tardo capovolgimento dell'orientamento.